# Mario Minniti

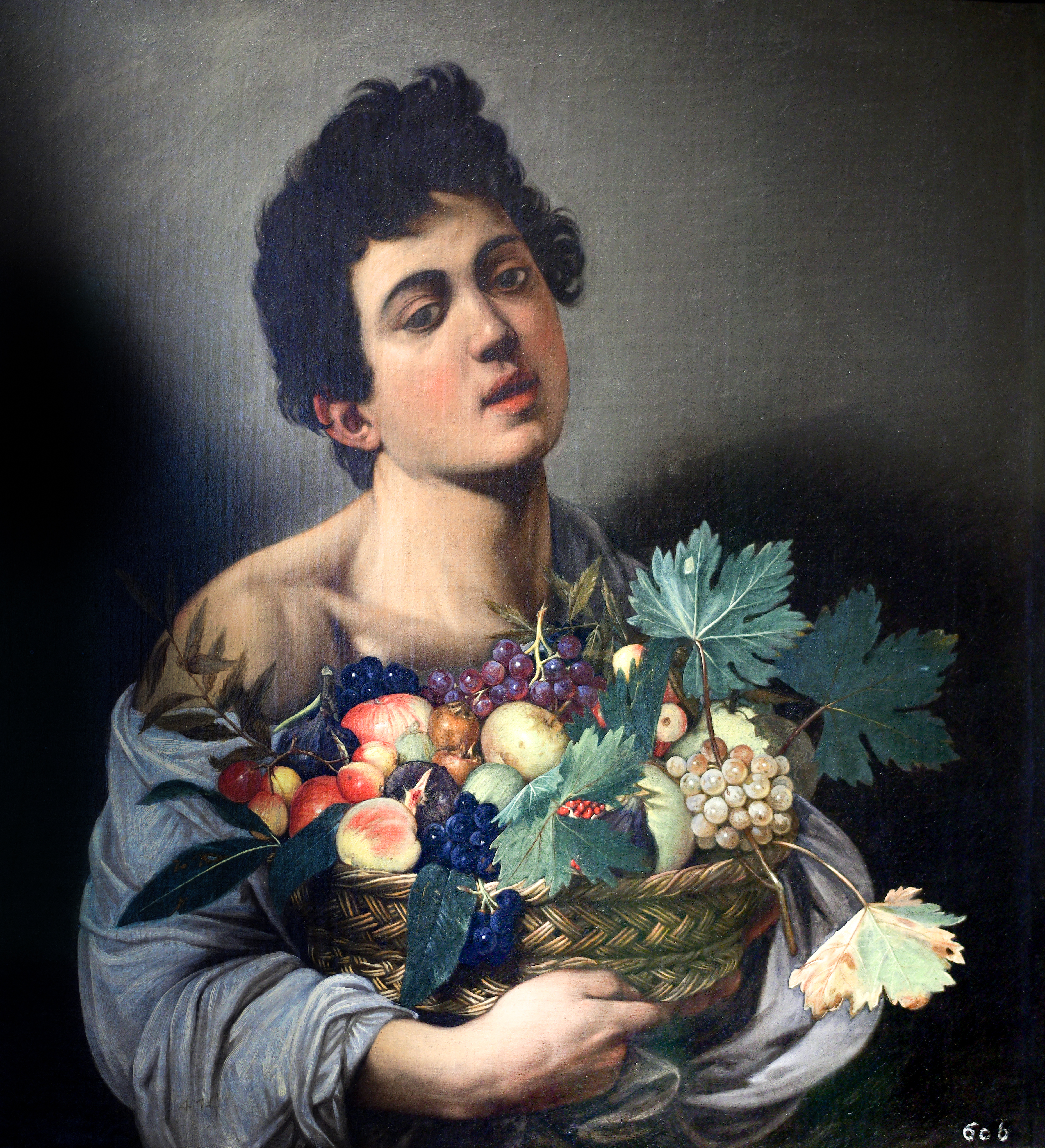
Muchacho con cesto de frutas, por Caravaggio, es un retrato de su amigo Mario Minniti.

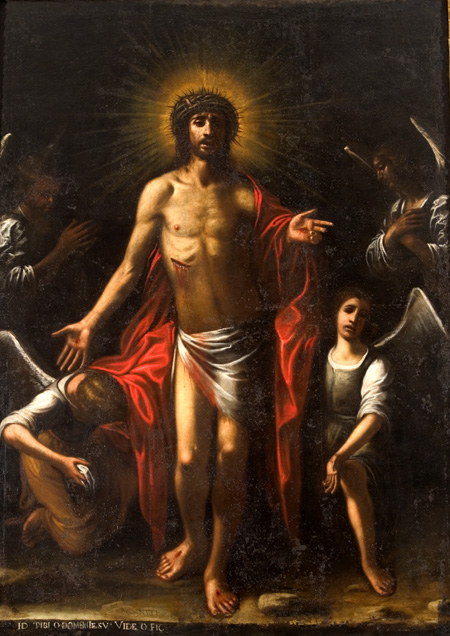
Las cinco llagas, iglesia de Sant'Antonio, Agira (Enna).

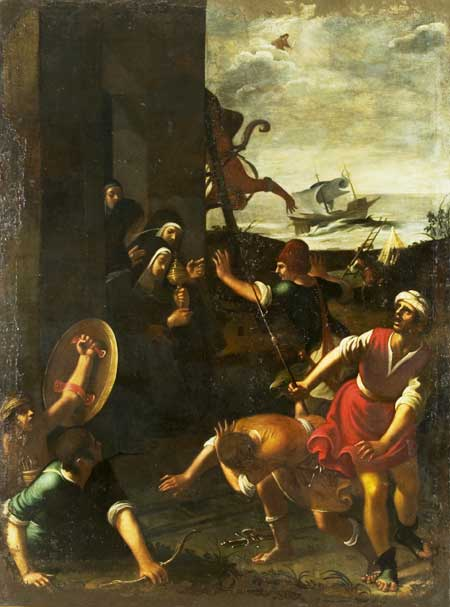
Milagro de Santa Clara, Palazzo Bellomo.

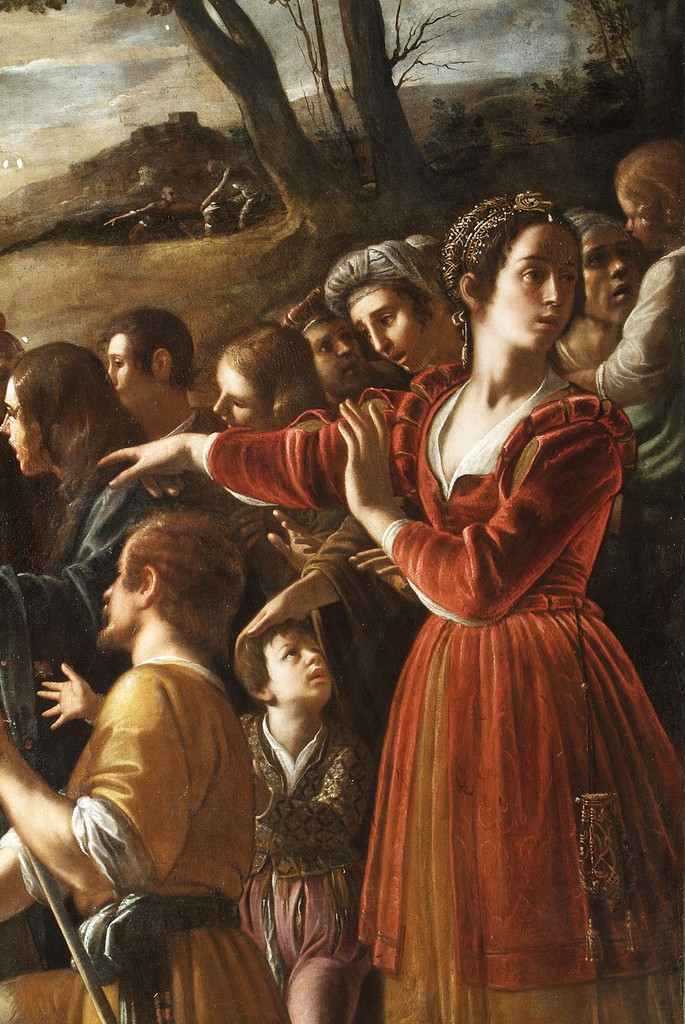
Milagro de la viuda de Naim, detalle, Museo Regionale di Mesina.

Mario Minniti (Siracusa, 8 de diciembre de 1577-22 de noviembre de 1640), fue un pintor italiano del Barroco, conocido sobre todo por su estrecha relación con Caravaggio, más que por su propio valor como artista.

## Biografía
Siciliano de nacimiento, llegó a Roma en 1593, donde conoció a Michelangelo Merisi da Caravaggio, de quien fue compañero, amigo y modelo en muchas de sus obras tempranas (Muchacho con cesto de frutas, La Buenaventura, Baco, El Laudista, Vocación de San Mateo, Martirio de San Mateo). Dejó de aparecer hacia 1600, cuando parece que contrajo matrimonio, pero continuó su relación con Caravaggio, pues se halla envuelto en el incidente que desembocó en la muerte de Ranuccio Tomassoni y en la condena a muerte y huida de Caravaggio.
Como consecuencia de estos hechos volvió a Sicilia (1606), donde fundó su propio taller. Protegió a Caravaggio en su última estancia en la isla en 1608-1609, consiguiéndole incluso el importante encargo del Entierro de Santa Lucía. Con el tiempo se convirtió en un importante artista en su patria, siendo el introductor del estilo caravaggista en Sicilia, en especial de la técnica del claroscuro. Sin embargo su producción tiene un carácter artesanal, con una serie de colaboradores que hacen difícil discernir en las obras la autoría de Minniti. Se especializó en la realización de pinturas de temática religiosa, sin excesivo talento, pero con tanto éxito comercial, que cabe hablar de una "escuela de Minniti".
Trabajó sobre todo en Mesina. De su mano son una Decapitación del Bautista (Museo de Mesina), un Camino del Calvario y una Flagelación (ambos en Milazzo, Fondazione Lucifero).

## Obras destacadas
- Decapitación de San Pablo (Museo de Bellas Artes San Pio V, Valencia)
- Crucifixión de San Pedro (Museo de Bellas Artes San Pio V, Valencia)
- Decapitación del Bautista (Museo Regionale, Mesina)
- Camino del Calvario (Fondazione Lucifero, Milazzo)
- Flagelación de Cristo (Fondazione Lucifero, Milazzo)
- Martirio de Santa Lucía (Palazzo Bellomo, Siracusa)
- Milagro de la viuda de Naim (Museo Regionale, Mesina)
- Las Cinco Llagas (Sant'Antonio, Agira)
- Ecce Homo (Museo della Cattedrale, Medina)
- San Carlos Borromeo (Enna, Palazzo Comunale)
- Milagro de Santa Clara (Palazzo Bellomo, Siracusa)
- Circuncisión (Museo Regionale, Mesina)
- Los Cuatro Santos Coronados (San Pietro al Carmine, Siracusa)
- Virgen del Rosario (Museo Regionale, Mesina)
- Cristo crucificado (Museo Diocesano, Catania)
- San Benito prepara su sepultura (San Benedetto, Siracusa)
- Escena alegórica (Museo Civico di Castello Ursino, Catania)
- Adoración de los Reyes Magos (San Sebastiano, Buscemi, Siracusa)
- Virgen con niño, San Benito y los santos Cosme y Damián (Santa Maria, Modica)